# Автомагистраль D1 (Словакия)
Автомагистраль D1 (словац. Diaľnica D1) — словацкая автомагистраль, строительство которой ведётся на данный момент. По плану магистраль будет начинаться в Братиславе, проходить через города Трнава, Тренчин, Пухов, Жилина, Мартин, Попрад, Прешов, Кошице и Михаловце и заканчиваться на словацко-украинской границе. Из 515,621 км дороги уже построены 365,789 км, что эквивалентно 71% готовности дороги.
Она пересекает автомагистрали D2 (Братислава), D3 (Жилина) и D4 (Братислава), а также автострады R1 (Трнава), R2 (Тренчин), R3 (Мартин), R4 (Прешов) и R6 (Пухов); Является частью европейских маршрутов E50, E58, E75 и E571, образует крыло A Панъевропейского коридора V (Триест — Братислава — Жилина — Кошице — Ужгород — Львов.
Автомагистраль является платной и требует наличия виньетки на лобовом стекле автомобиля для проезда и оплаты (за исключением серии зон Братиславы).

## История

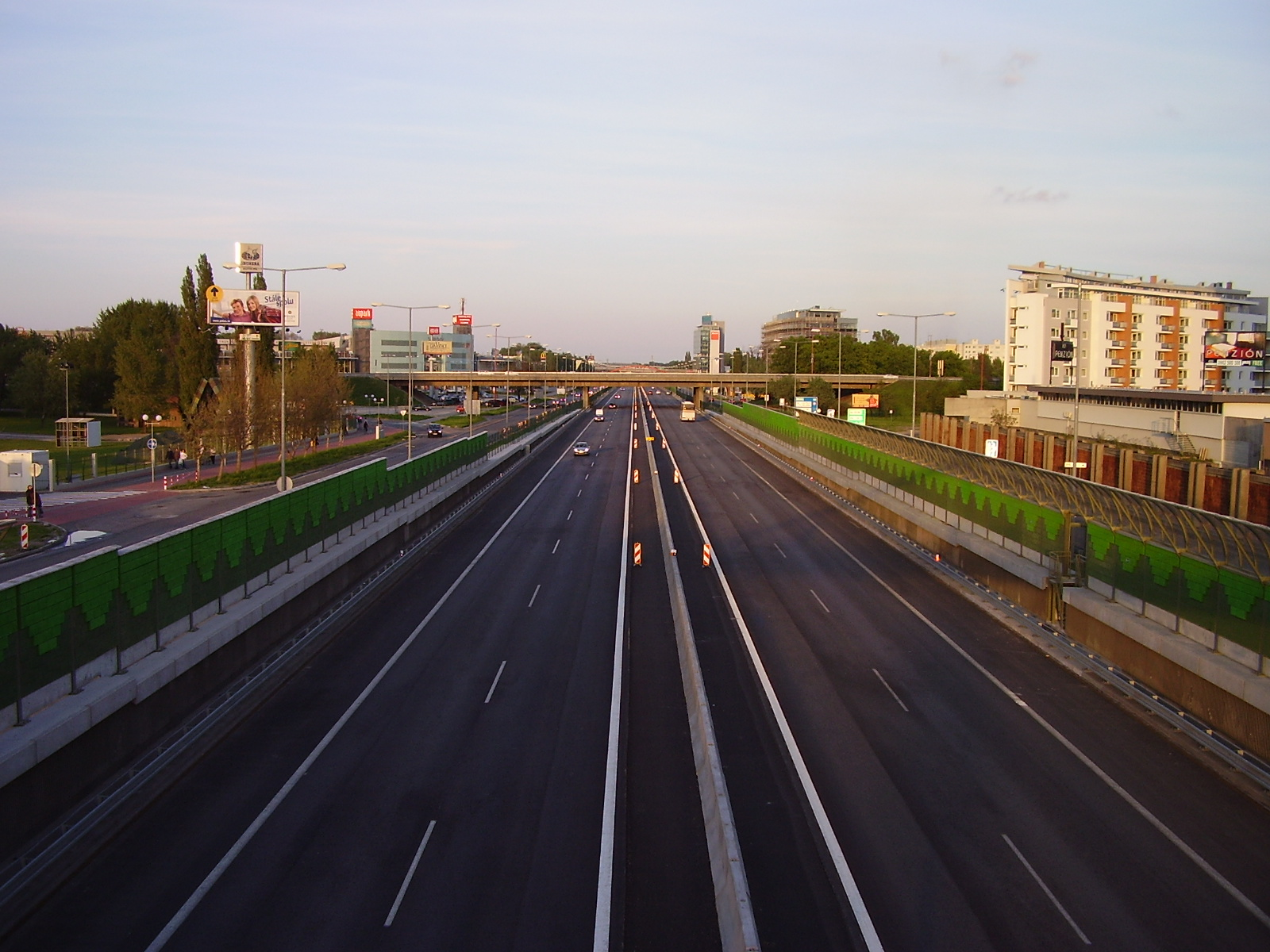
Участок Братислава — Петржалка

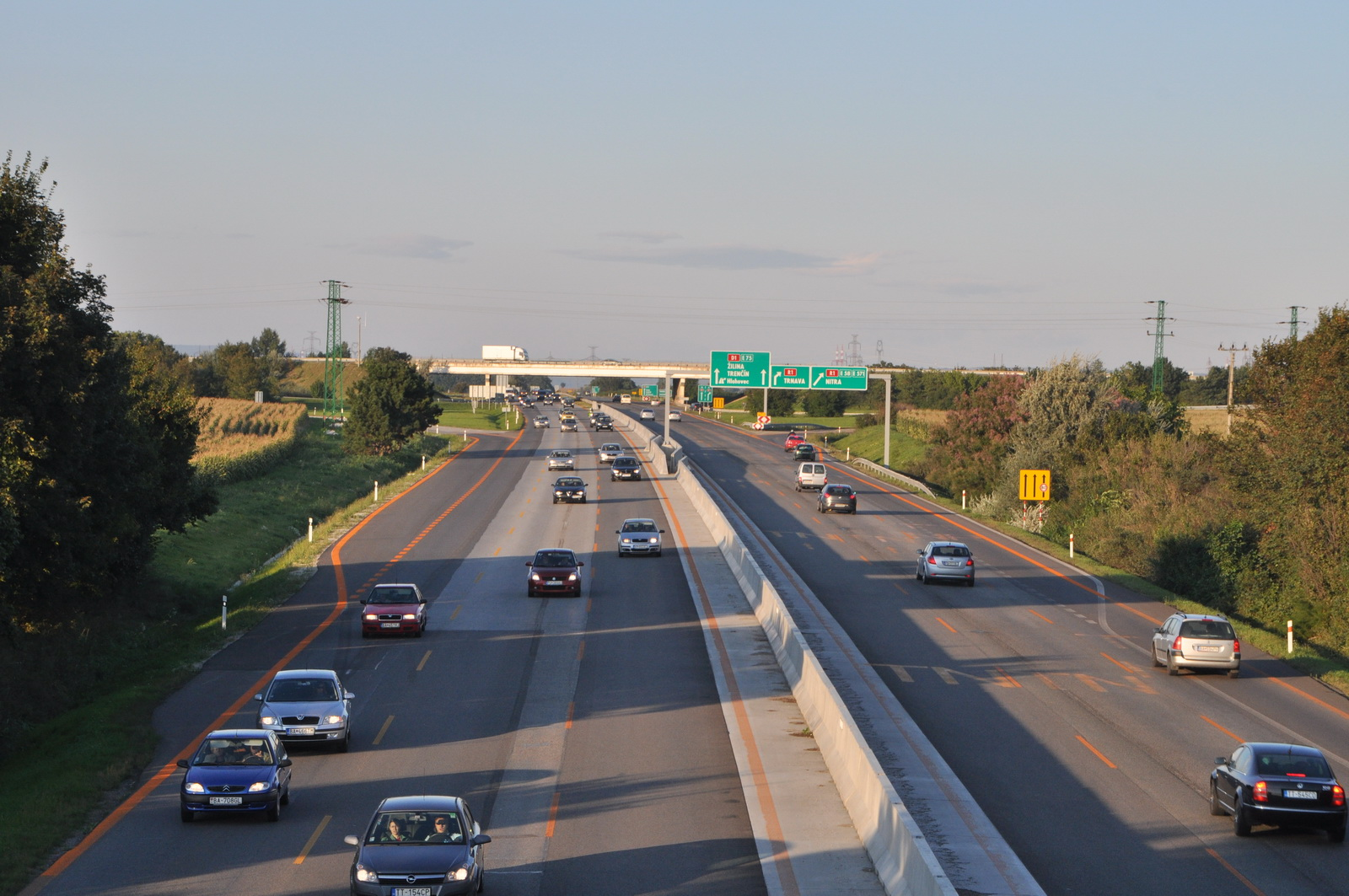
Соединение с автострадой R1 в Трнаве

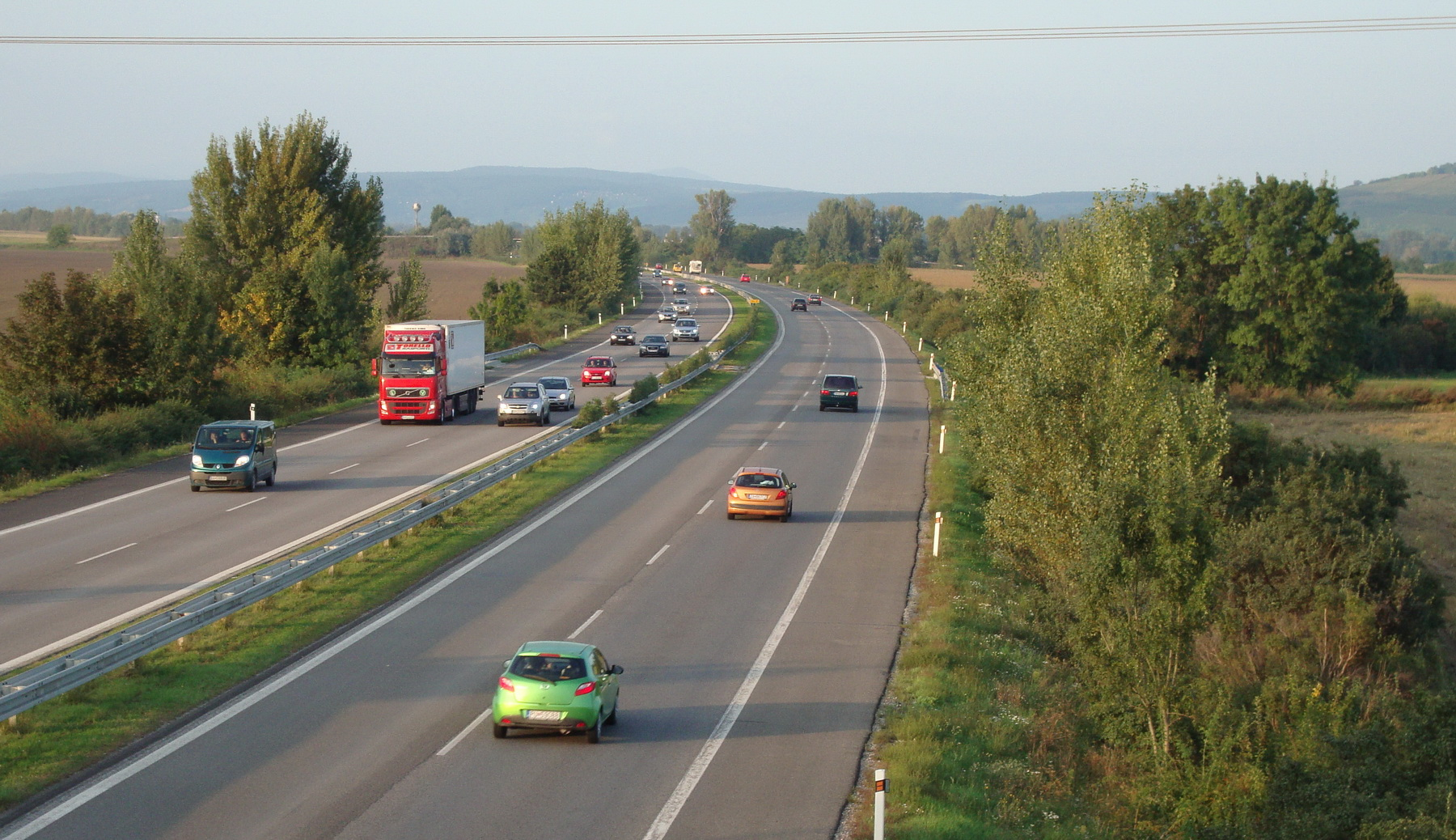
Участок у деревни Силадице

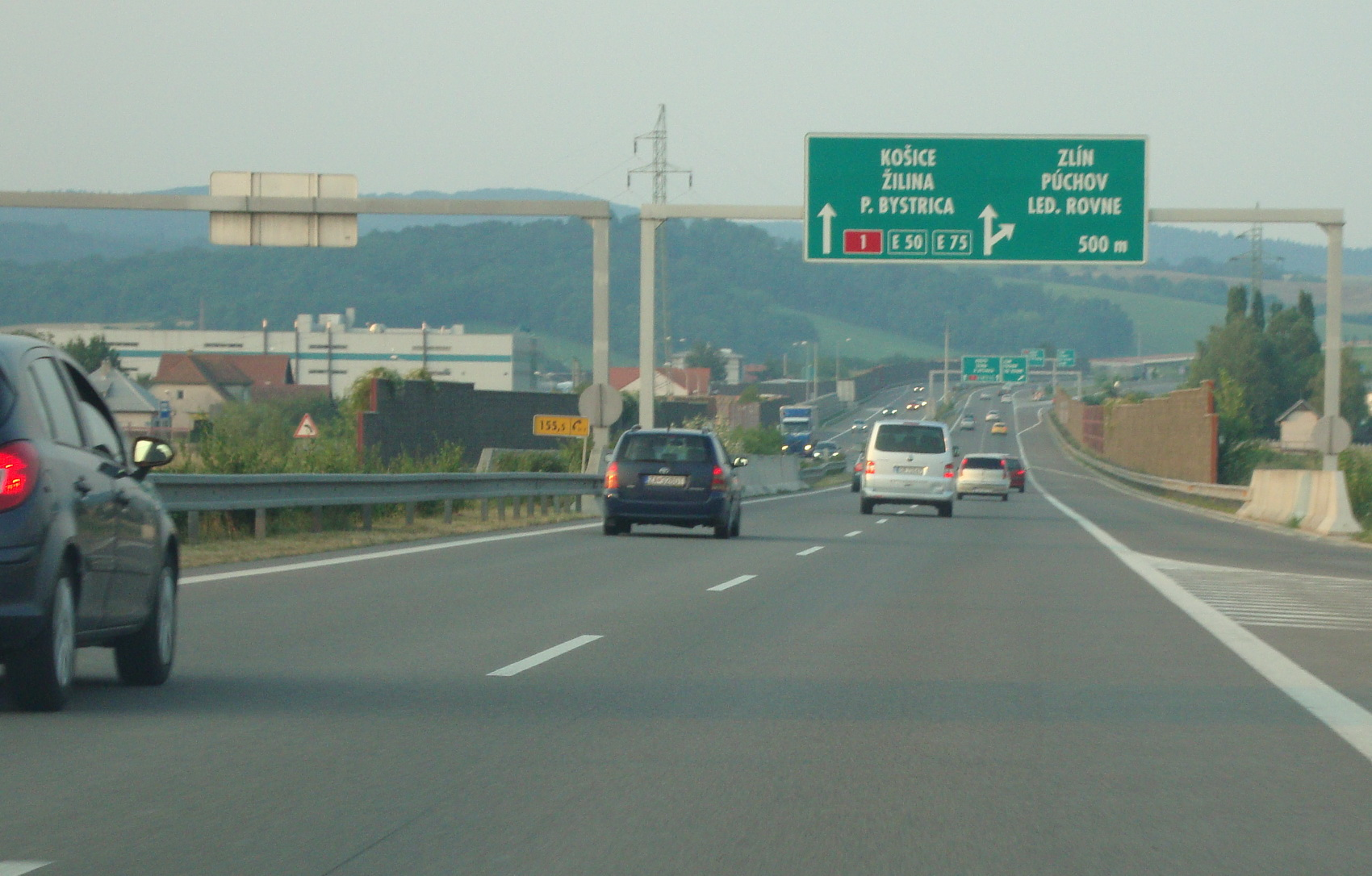
Соединение у Белуши

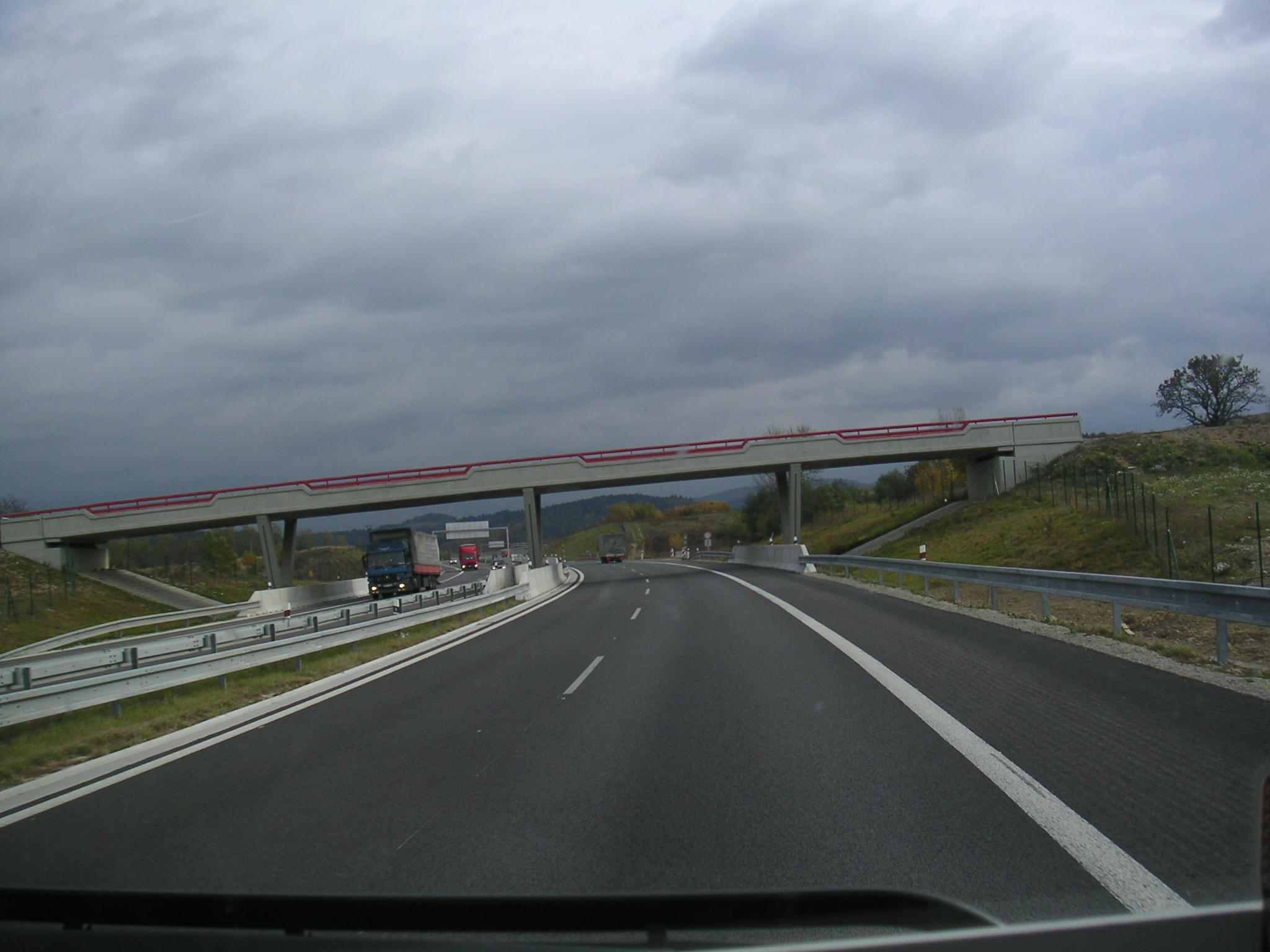
Участок у Сверепца

Первые планы о соединении Праги со словацкой частью Чехословакии и с Мукачево в частности (ныне Закарпатская область Украины) появились в 1930-е годы. Строительство автомагистрали началось в конце 1930-х годов, но ни в довоенной Чехословакии, ни в Первой Словацкой республике ничего и не было построено. После окончания войны строительство было заморожено и возобновилось только в 1960-х годах: был разработан новый план без учёта Закарпатья, присоединённого к СССР. В чешской части ЧССР строительство началось в 1967 году, в словацкой — в 1973 году (14-километровый участок Иванхова — Липтовски-Микулаш на севере Словакии).
В 1972 году началось строительство на участке Братислава — Сенец (D61 на тот момент), а в 1970-е годы дорогу достроили до Трнавы (итого 36 км). В 1980 году был добавлен участок Прешов — Кошице, а до 1993 года построили ещё 20 км до местечка Хыбе. Протяжённость автомагистрали составляла 52 км на территории Словакии и 224 км на территории Чехии. В 1988 году в нескольких километрах от Пьештян был построен участок D61 к деревне Горна-Стреда с общей длиной 42 км. Ещё 45 км были достроены в 1993 году к автомагистрали D1 и 27 км к D61, а вскоре они соединились в единую автомагистраль D1. Работы резко прекратились в 1999 году по решению правительства Микулаша Дзуринды и были возобновлены только в 2002 году.
Строительство продолжается и в настоящее время. Доподлинно неизвестно, когда в эксплуатацию будет введён участок Братислава — Кошице и как именно будет достроен участок Жилина — Ружомберок, поскольку в последнем случае необходимо будет прорыть несколько тоннелей (в том числе и один крупный у местечка Вишнёве в Жилинском округе). Маршрут участка у Прешова также остаётся под вопросом. Рабочий срок окончания строительства — 2020 год. Ожидается, что на участке Братислава — Трнава будет трёхполосное движение, на участке Трнава — Михаловце двухполосное, а от Михаловце до словацко-украинской границы — однополосное.

## Основные перекрёстки
| Главные перекрёстки автомагистрали D1 | Главные перекрёстки автомагистрали D1 | Главные перекрёстки автомагистрали D1 | Главные перекрёстки автомагистрали D1 | Главные перекрёстки автомагистрали D1 |
| ------------------------------------- | ------------------------------------- | ------------------------------------- | ------------------------------------- | ------------------------------------- |
|                                       |                                       | (0)                                   | Братислава — Печна                    | Эксплуатируется                       |
|                                       |                                       | (15)                                  | Иванка-при-Дунаи                      | В планах                              |
|                                       |                                       | (50)                                  | Трнава                                | Эксплуатируется                       |
|                                       |                                       | (119)                                 | Хохолна-Велчице                       | В планах                              |
|                                       |                                       | (159)                                 | Белуша                                | Эксплуатируется                       |
|                                       |                                       | (187)                                 | Долны-Хричов                          | Эксплуатируется                       |
|                                       |                                       | (218)                                 | Мартин                                | Эксплуатируется                       |
|                                       |                                       | (242)                                 | Ружомберок (запад)                    | В планах                              |
|                                       |                                       | (248)                                 | Ружомберок — Мартинчек                | В планах                              |
|                                       |                                       | (400)                                 | Прешов (запад)                        | В планах                              |
|                                       |                                       | (433)                                 | Кошице-Ольшаны                        | В планах                              |

## Мосты и виадуки

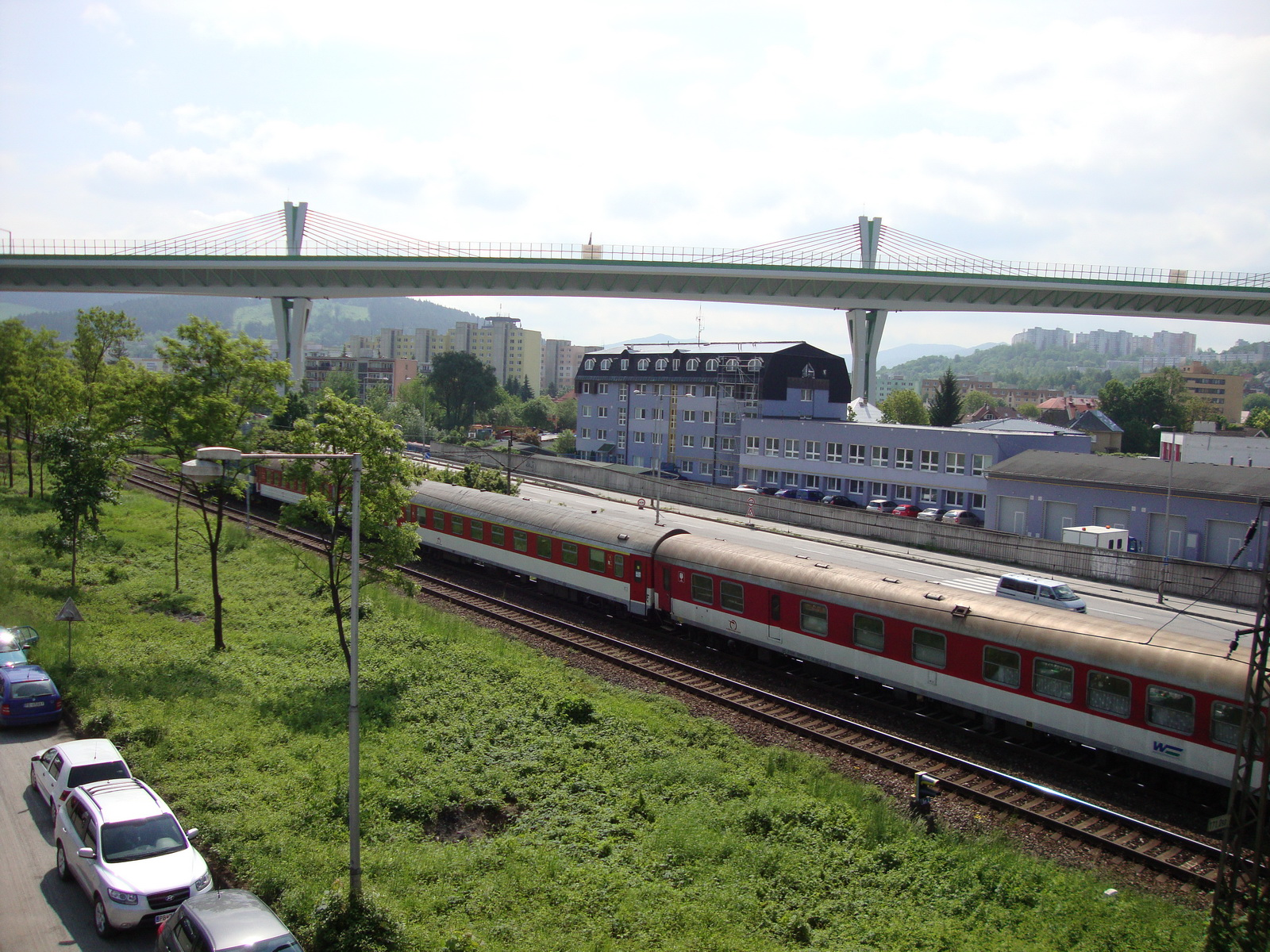
Виадук Поважзска-Быстрица

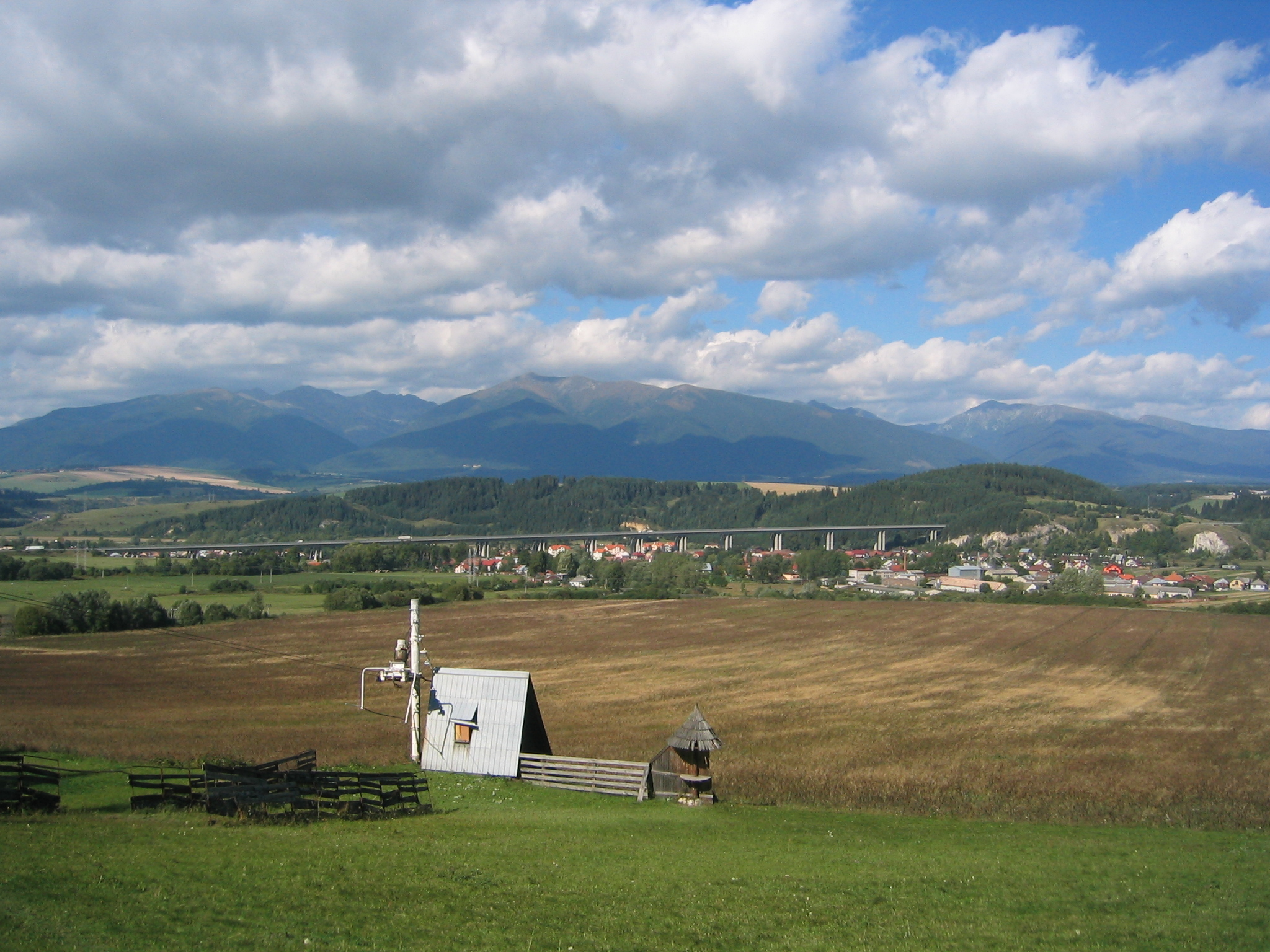
Мост около Подтуреня

- Освишсте (567 м)
- Приставный мост (1080 м)
- Привоз (1756 м)
- Горна-Стреда (772 м)
- Бецков (336 м)
- Дритома (238 м)
- Сучанка (404 м / 486 м)
- Уязд (486 m / 490 м)
- Кочковский канал (187 м)
- Носицкий канал (227 м)
- Ладце (189 м / 186 м)
- Пружинка (902 м)
- Сверепец-1 (443 м / 480 м)
- Сверепец-2 (315 м / 310 м)
- Куновец
- Галановец
- Матушка
- Поважска-Быстрица (1444 м)
- Гричовский канал (1695 м)
- Вртижер
- Плевдник-Дренове
- Предмер
- Долны-Гричов (1804 м)
- Летавска-Лучка (1091 м)
- Дубна-Скала
- Турчанске-Клачаны (422 м)
- Тураны
- Крпеляны
- Кралёваны
- Станкованы
- Губова-1
- Губова-2
- Лискова
- Подтурень (1038 м)
- Ямничек (179 м)
- Бела (308 м)
- Доваловец (534 м)
- Хыбица (571 м / 565 м)
- Выходна (380 м)
- Яношикова-Студничка (381 м)
- Белянский поток (347 м)
- Чёрный Ярок (184 м)
- Важец (638 м)
- Штрба
- Под-Скалкоу
- Левоча
- Спишски-Гргов
- Бехаровце
- Студенец (102 м)
- Понграцовце (343 м)
- Фричовце (407 м)
- Мала-Свинка (255 м)
- Малы-Шариш (494 м)

## Список тоннелей
- Овчарско (2275 м)
- Жилина (651 м)
- Вишнёве (7460 м)
- Мала-Фатра (470 м)
- Ройков (1550 м)
- Хавран (2702 м)
- Чебрать (2080 м)
- Лучивна (250 м)
- Борик (999 м)
- Шибеник (600 м)
- Браниско (4975 м)
- Прешов (2244 м)
- Даргов (1050 м)

## Галерея

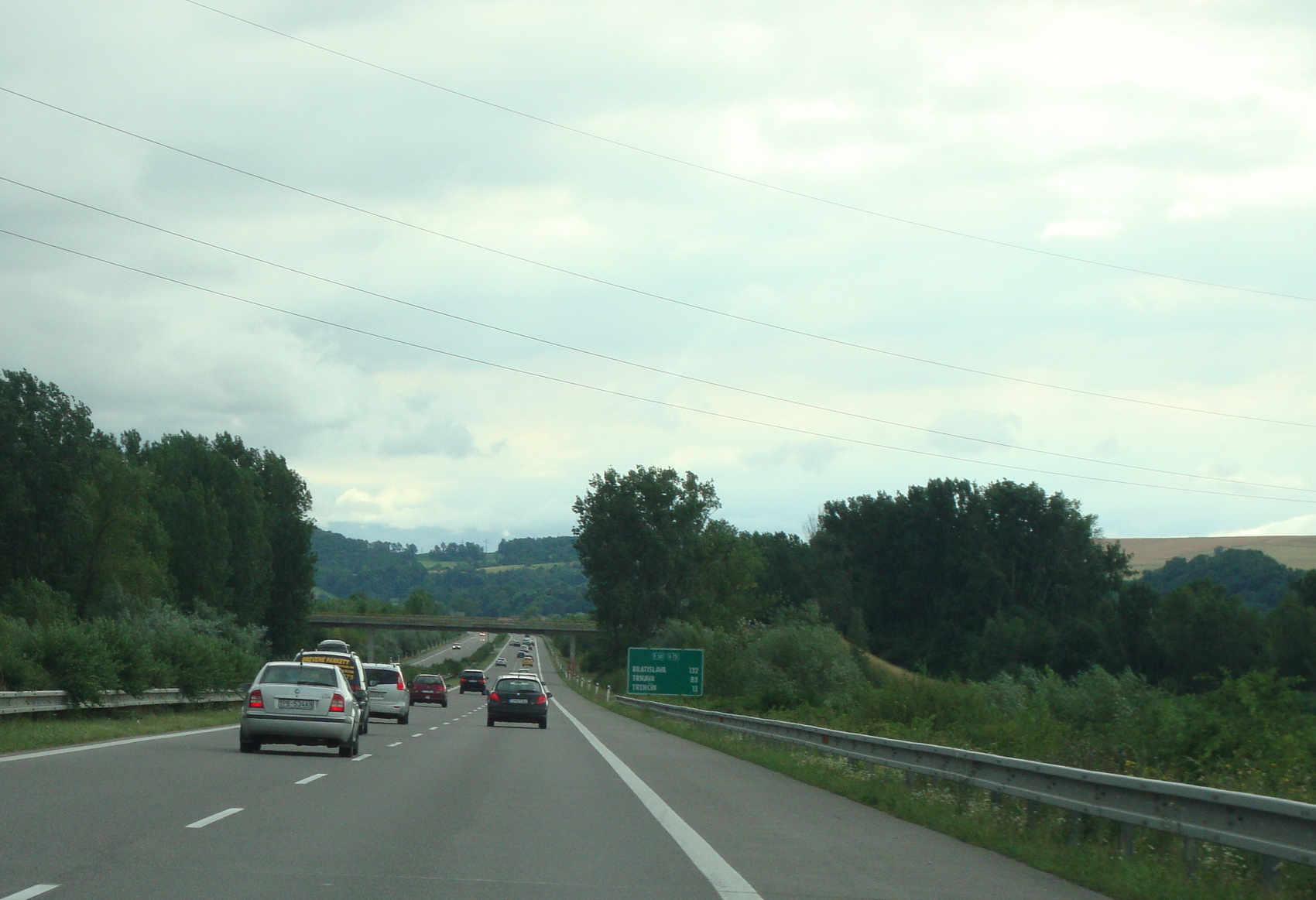
Участок автомагистрали D1 у местечка Дубница-над-Вахом
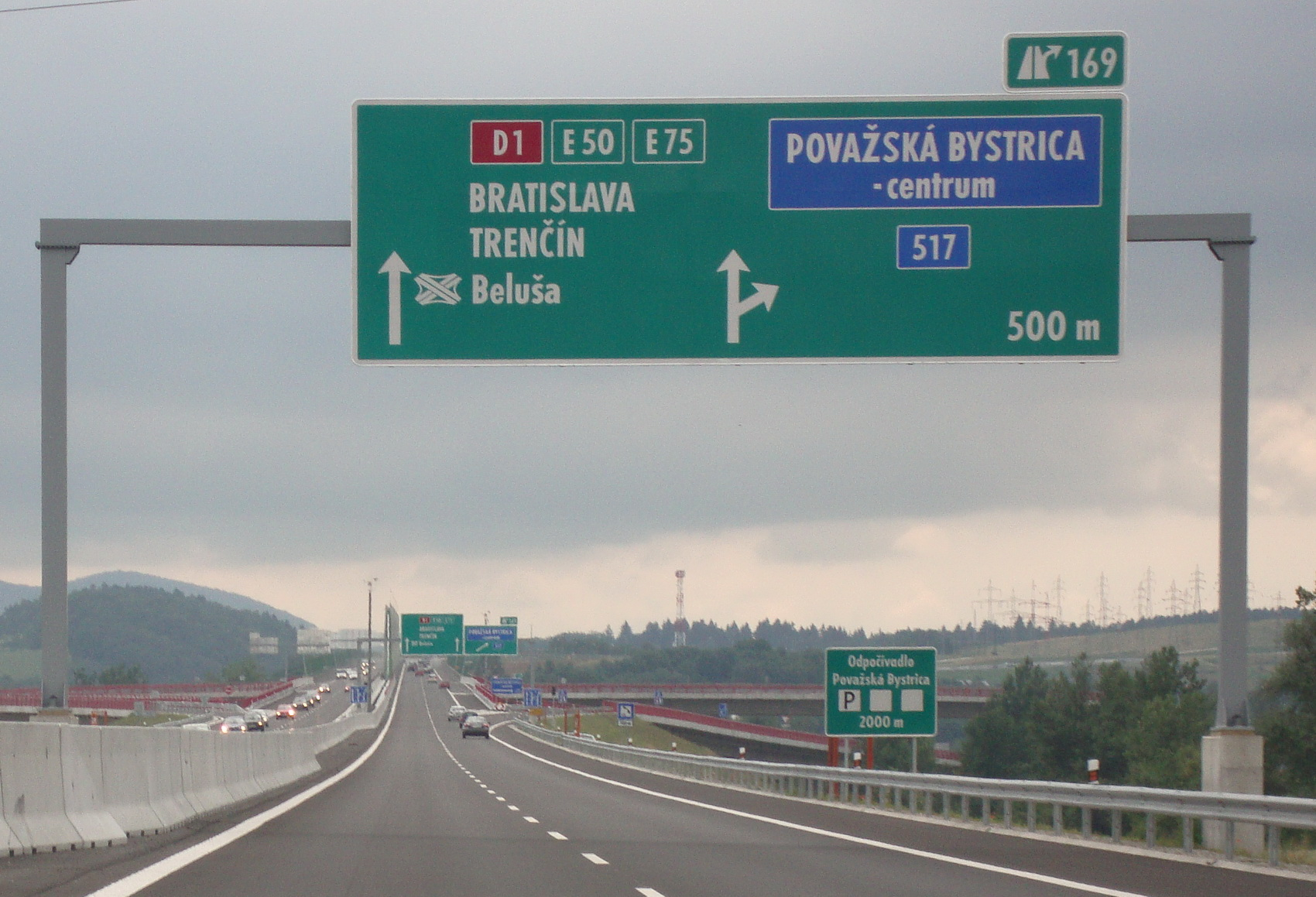
Выход на автомагистрали D1 у Пожавски-Быстрицы
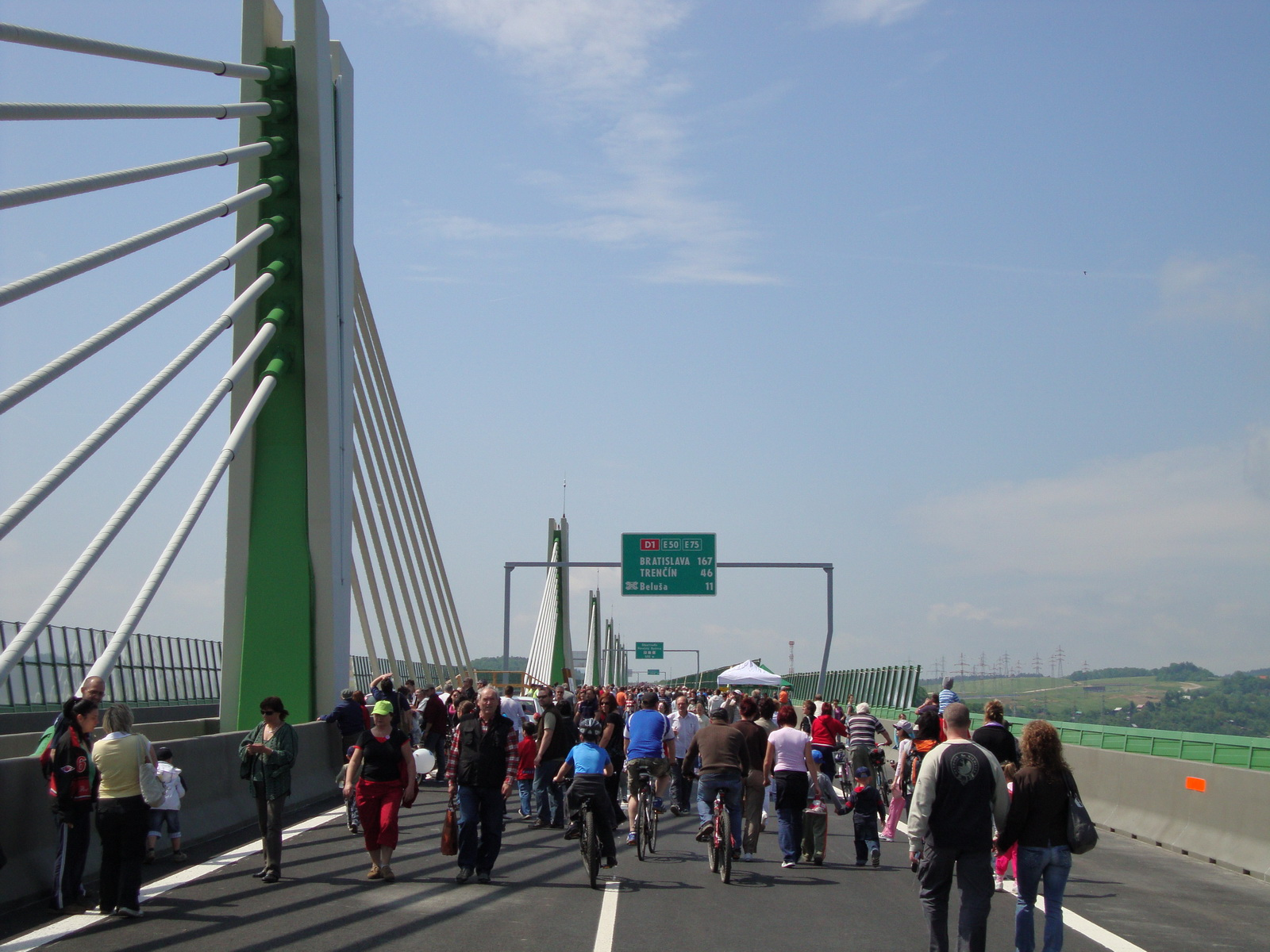
Открытие участка автомагистрали у Пожавски-Быстрицы
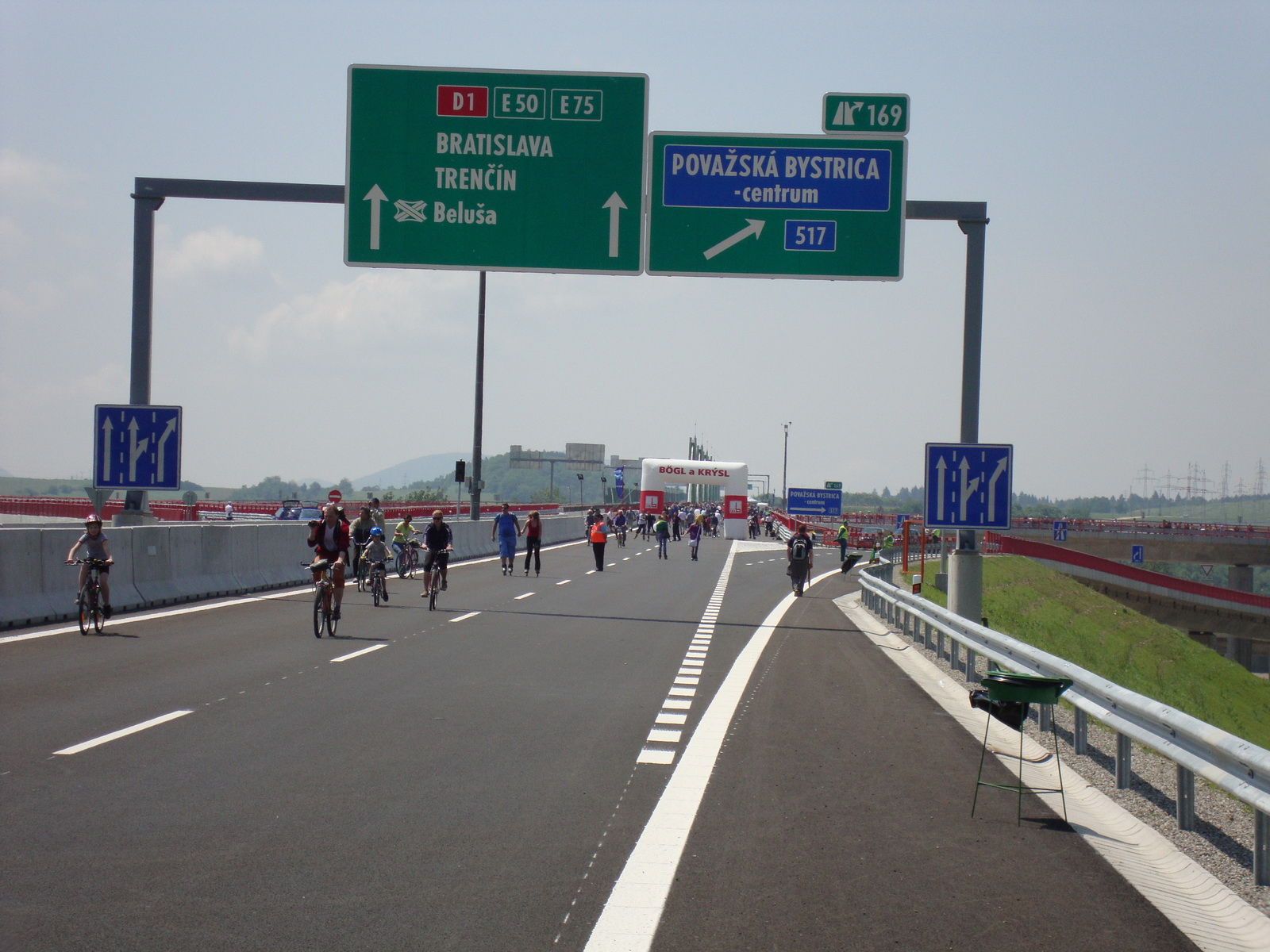
Открытие участка автомагистрали у Пожавски-Быстрицы
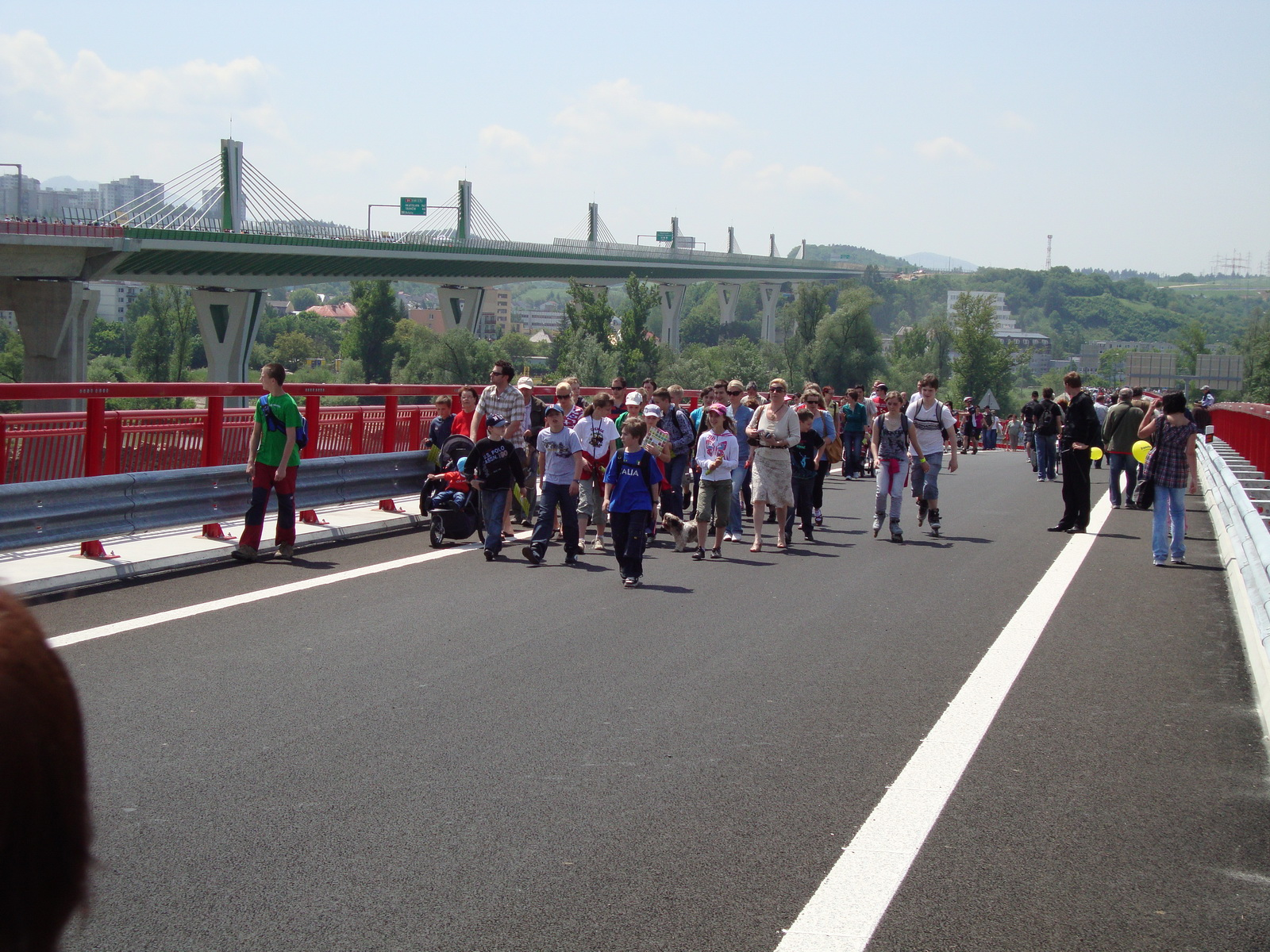
Открытие участка автомагистрали у Пожавски-Быстрицы